# شبه الجزيرة القطبية الجنوبية

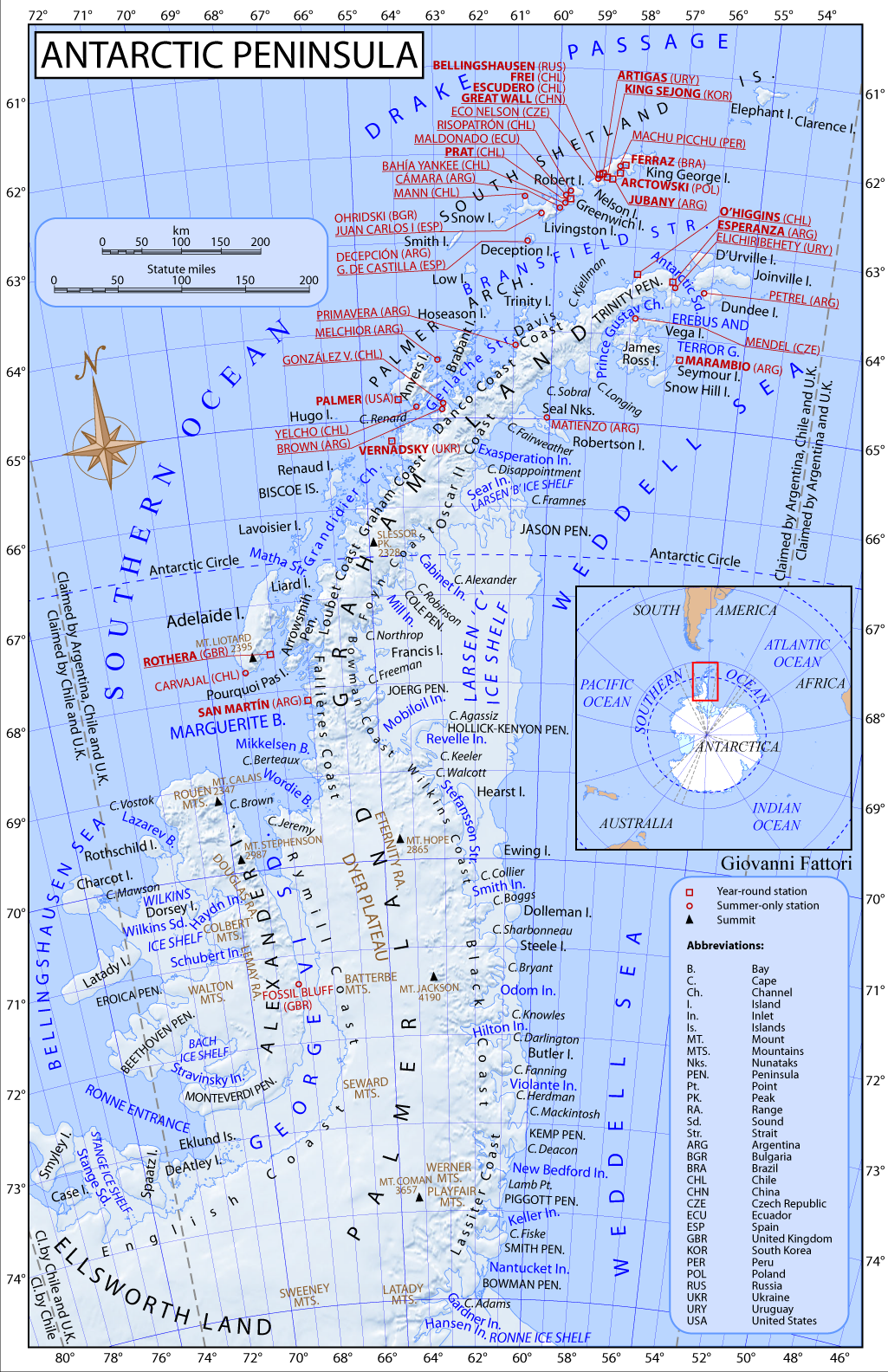
خريطة شبه الجزيرة القطبية الجنوبية.

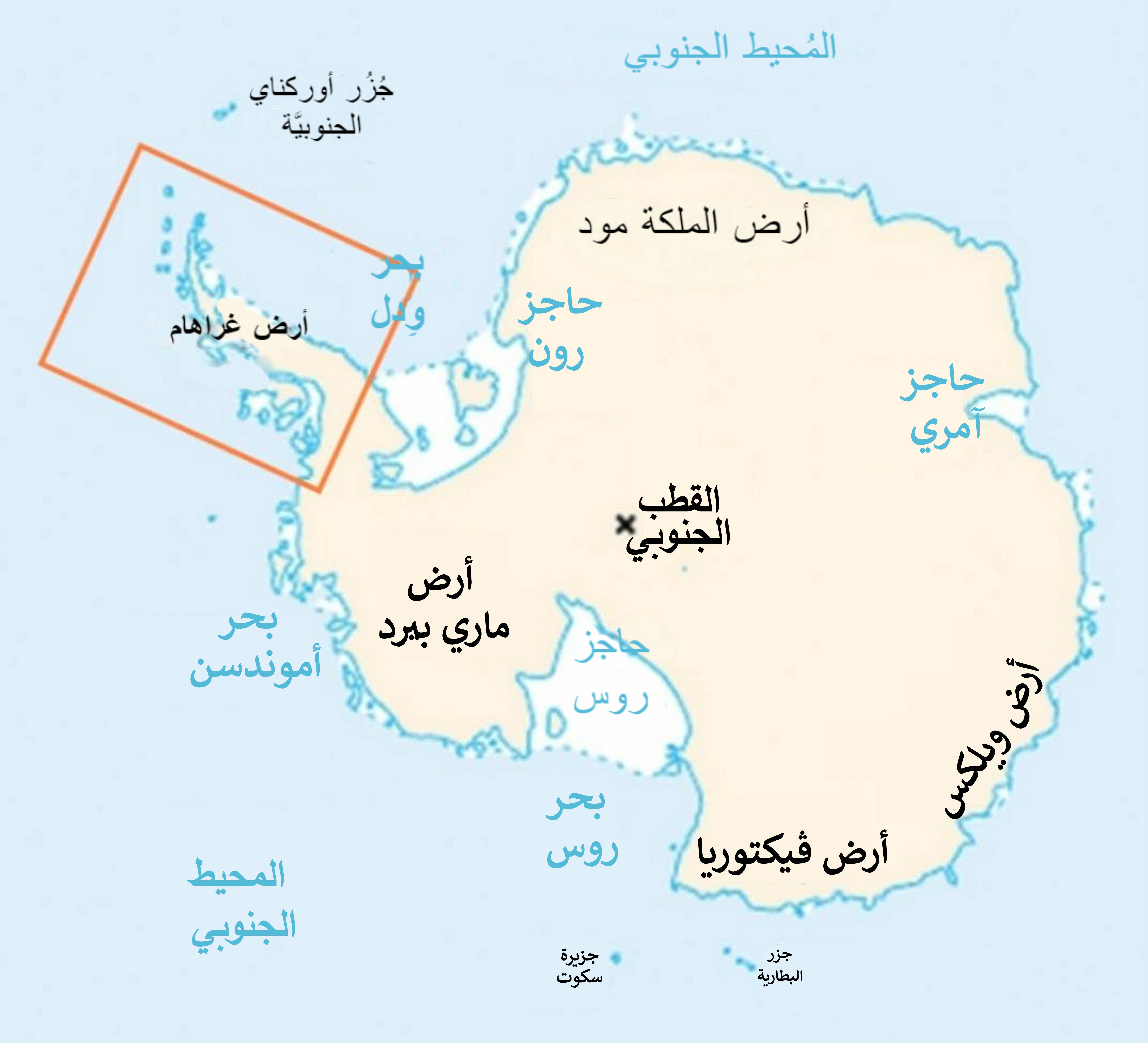
موقع شبه الجزيرة القطبية الجنوبية داخل قارة أنتاركتيكا.

شبه الجزيرة القطبية الجنوبية هي الجزء الذي يقع أقصى شمال البر الرئيسي في قارة أنتاركتيكا. وعلى السطح، تعد أكبر وأبرز شبه جزيرة في قارة أنتاركتيكا حيث تمتد لمساحة 1300 كم من الخط الفاصل بين كيب آدامز (بحر ودل) والنقطة التي تقع على البر الرئيسي جنوب جزر إكلوند. وتتكون المنطقة أسفل الغطاء الجليدي الذي يغطي شبه الجزيرة القطبية الجنوبية من سلسلة من جزر الأساس التي تفصلها عن بعضها قنوات عميقة تكمن قيعانها في أعماق تحت مستوى سطح البحر الحالي بكثير وتتصل معًا بغطاء جليدي أرضي. وتقع أرض النار، وهي القمة الواقعة أقصى جنوب أمريكا الجنوبية، على بعد حوالي 1000 كم فقط من ممر دريك.
ويملأ شبه الجزيرة القطبية الجنوبية العديد من محطات البحوث وهناك العديد من المطالبات بملكيتها. وتشكل شبه الجزيرة جزءًا من المطالبات المتداخلة والمتنازع عليها من المقاطعة الأرجنتينية بالقارة القطبية الجنوبية والمقاطعة التشيلية بالقارة القطبية الجنوبية والمقاطعة البريطانية بالقارة القطبية الجنوبية. وجميع هذه المطالبات غير معترف بها دوليًا كما أن البلدان المعنية لا تسعى حاليًا لتحقيق ذلك.

## وصلات خارجية
- "Of Ice and Men" Account of a tourist visit to the Antarctic Peninsula by Roderick Eime
- Biodiversity at Ardley Island, South Shetland archipelago, Antarctic Peninsula
- 89 photos of the Antarctic Peninsula